# Benê
Benedito Carlos de Souza (São Paulo, Brasil, 13 de mayo de 1944-), conocido como Benê, es un exfutbolista brasileño que jugaba de delantero.

## Trayectoria

### Como futbolista
Nacido en São Paulo, comenzó su carrera con el Corinthians, debutando el año 1963 en una derrota ante el Londrina por 3-4. Luego de pasos cedido por el XV de Piracicaba, Goiânia, EC Corinthians, América-SP y Portuguesa, jugó por Corinthians entre 1967 y 1971, participando en 161 partidos y marcando 50 goles.
Como jugador del Corinthians, formó parte del plantel que logró el Torneio do Povo 1971, además de obtener reconocimiento luego de anotar un gol ante São Paulo en el Campeonato Paulista 1967, privando al equipo rival de obtener el título.
Luego de su paso por Corinthians, jugó por otros dos clubes importantes de Brasil, Internacional y Atlético Paranaense, además de Portuguesa, Ferroviária, Pontagrossense, XV de Piracicaba, con quien fue subcampeón del Campeonato Paulista 1976, Saad y Velo Clube. En 1973 tuvo un corto paso por el FC Barcelona español.
Terminada su carrera en Brasil, emigró a Chile en 1978, donde tras no pasar un aprueba en Everton, para finalmente firmar con Coquimbo Unido de la Primera División, junto a su compañero Torino. Un año después, se les unió su compatriota Liminha, siendo recomendado por Torino. El trío es recordado hasta el día de hoy por sus actuaciones.
En 1980 firmó con Aviación de la misma división, en lo que fue su último club.

### Como entrenador
ha trabajado como entrenador de divisiones inferiores, en equipos como EC São Bernardo y Palestra de São Bernardo. Con el último, obtuvo el título de Campeonato Paulista de Juniores da 2º Divisão 1992, dirigiendo al exinternacional brasileño Zé Roberto.
Se radicó en Sorocaba, en donde trabajaba dirigiendo en escuelas de fútbol.

## Estadísticas

### Clubes
| Club                        | País   | Año       |
| --------------------------- | ------ | --------- |
| Corinthians                 | Brasil | 1963-1971 |
| → XV de Piracicaba (cedido) | Brasil | 1965      |
| → Goiânia (cedido)          | Brasil | 1965-1966 |
| → EC Corinthians (cedido)   | Brasil | 1966      |
| → América-SP (cedido)       | Brasil | 1966      |
| → Portuguesa (cedido)       | Brasil | 1967      |
| → EC Corinthians (cedido)   | Brasil | 1968      |
| Internacional               | Brasil | 1971      |
| Portuguesa                  | Brasil | 1972      |
| Ferroviária                 | Brasil | 1972      |
| Pontagrossense              | Brasil | 1973      |
| FC Barcelona                | España | 1973      |
| Atlético Paranaense         | Brasil | 1973      |
| Saad                        | Brasil | 1974-1975 |
| XV de Piracicaba            | Brasil | 1976      |
| Velo Clube                  | Brasil | 1977      |
| Coquimbo Unido              | Chile  | 1978-1979 |
| Aviación                    | Chile  | 1980      |

## Palmarés

### Títulos nacionales
| Título          | Club        | País   | Año  |
| --------------- | ----------- | ------ | ---- |
| Torneio do Povo | Corinthians | Brasil | 1971 |